# Premier League 2003/2004
Soutěžní ročník Premier League 2003/04 byl 12. ročníkem Premier League, tedy anglické nejvyšší fotbalové ligy. Soutěž byla započata 16. srpna 2003 a poslední kolo se odehrálo 15. května 2004. Liga se skládala z 20 klubů. 
Manchester United obhajoval titul z minulé sezóny. Tento ročník ale ovládl Arsenal, pro který to byl už 3. titul od založení Premier League v roce 1992. Zůstal celou sezonu neporažen s bilancí 26 výher, 12 remíz a 0 proher, díky tomu získali přezdívku The Invincibles. Na druhé příčce skončila Chelsea s odstupem 11 bodů. 

## Složení ligy v ročníku 2003/04
Soutěže se účastnilo 20 celků. K prvním sedmnácti z minulého ročníku se připojili nováčci Portsmouth a Leicester City, kteří si účast zajistili již v základní části předcházejícího ročníku Football League First Division, a Wolverhampton Wanderers, ten si účast vybojoval vítězstvím v play off. Opačným směrem putovala mužstva West Hamu United, West Bromwiche Albion a Sunderlandu.
| Klub                    | 2002/03          | Město               | Stadión               |
| ----------------------- | ---------------- | ------------------- | --------------------- |
| Manchester United       | Zlatá medaile    | Manchester          | Old Trafford          |
| Arsenal                 | Stříbrná medaile | Londýn              | Arsenal Stadium       |
| Newcastle United        | Bronzová medaile | Newcastle upon Tyne | St James' Park        |
| Chelsea                 | 4.               | Londýn              | Stamford Bridge       |
| Liverpool               | 5.               | Liverpool           | Anfield               |
| Blackburn Rovers        | 6.               | Blackburn           | Ewood Park            |
| Everton                 | 7.               | Liverpool           | Goodison Park         |
| Southampton             | 8.               | Southampton         | St Mary's Stadium     |
| Manchester City         | 9.               | Manchester          | Etihad Stadium        |
| Tottenham Hotspur       | 10.              | Londýn              | White Hart Lane       |
| Middlesbrough           | 11.              | Middlesbrough       | Riverside Stadium     |
| Charlton Athletic       | 12.              | Londýn              | The Valley            |
| Birmingham City         | 13.              | Birmingham          | St Andrew's           |
| Fulham                  | 14.              | Londýn              | Loftus Road (dočasně) |
| Leeds United            | 15.              | Leeds               | Elland Road           |
| Aston Villa             | 16.              | Birmingham          | Villa Park            |
| Bolton Wanderers        | 17.              | Bolton              | Reebok Stadium        |
| Portsmouth              | First Division   | Portsmouth          | Fratton Park          |
| Leicester City          | First Division   | Leicester           | Walkers Stadium       |
| Wolverhampton Wanderers | First Division   | Wolverhampton       | Molineux Stadium      |

### Realizační týmy a dresy
| Klub                    | Trenér                | Kapitán          | Výrobce dresu  | Sponzor dresu        |
| ----------------------- | --------------------- | ---------------- | -------------- | -------------------- |
| Arsenal                 | Arsène Wenger         | Patrick Vieira   | Nike           | O2                   |
| Aston Villa             | David O'Leary         | Olof Mellberg    | Diadora        | Rover                |
| Birmingham City         | Steve Bruce           | Kenny Cunningham | Le Coq Sportif | Flybe                |
| Blackburn Rovers        | Graeme Souness        | Garry Flitcroft  | Kappa          | HSA                  |
| Bolton Wanderers        | Sam Allardyce         | Jay-Jay Okocha   | Reebok         | Reebok               |
| Charlton Athletic       | Alan Curbishley       | Matt Holland     | Joma           | All:Sports           |
| Chelsea                 | Claudio Ranieri       | Marcel Desailly  | Umbro          | Fly Emirates         |
| Everton                 | David Moyes           | David Weir       | Puma           | Kejian               |
| Fulham                  | Chris Coleman         | Lee Clark        | Puma           | dabs.com             |
| Leeds United            | Kevin Blackwell       | Dominic Matteo   | Nike           | Whyte and Mackay     |
| Leicester City          | Micky Adams           | Matt Elliott     | Le Coq Sportif | Alliance & Leicester |
| Liverpool               | Gérard Houllier       | Steven Gerrard   | Reebok         | Carlsberg            |
| Manchester City         | Kevin Keegan          | Sylvain Distin   | Reebok         | First Advice         |
| Manchester United       | Alex Ferguson         | Roy Keane        | Nike           | Vodafone             |
| Middlesbrough           | Steve McClaren        | Gareth Southgate | Erreà          | Dial-a-Phone         |
| Newcastle United        | Bobby Robson          | Alan Shearer     | Adidas         | Northern Rock        |
| Portsmouth              | Harry Redknapp        | Teddy Sheringham | Pompey Sport   | ty                   |
| Southampton             | Paul Sturrock         | Claus Lundekvam  | Saints         | Friends Provident    |
| Tottenham Hotspur       | David Pleat (dočasný) | Jamie Redknapp   | Kappa          | Thomson Holidays     |
| Wolverhampton Wanderers | Dave Jones            | Paul Ince        | Admiral        | Doritos              |

### Trenérské změny
| Klub              | Odcházející trenér | Důvod odchodu   | Datum odchodu      | Pozice v tabulce | Příchozí trenér       | Datum příchodu     |
| ----------------- | ------------------ | --------------- | ------------------ | ---------------- | --------------------- | ------------------ |
| Aston Villa       | Graham Taylor      | Rezignace       | 14. května 2003    | Před sezónou     | David O'Leary         | 20. května 2003    |
| Tottenham Hotspur | Glenn Hoddle       | Vyhozen         | 22. září 2003      | 18. místo        | David Pleat (dočasný) | 24. září 2003      |
| Leeds United      | Peter Reid         | Vyhozen         | 10. listopadu 2003 | 20. místo        | Eddie Gray            | 10. listopadu 2003 |
| Southampton       | Gordon Strachan    | Rezignace       | 13. února 2004     | 12. místo        | Paul Sturrock         | 4. března 2004     |
| Leeds United      | Eddie Gray         | Vzájemná dohoda | 10. května 2004    | 19. místo        | Kevin Blackwell       | 1. června 2004     |

## Tabulka
| Poř. | Tým                         | Z  | V  | R  | P  | VG | OG | B  |
| ---- | --------------------------- | -- | -- | -- | -- | -- | -- | -- |
| 1.   | Arsenal (C)                 | 38 | 26 | 12 | 0  | 73 | 26 | 90 |
| 2.   | Chelsea                     | 38 | 24 | 7  | 7  | 67 | 30 | 79 |
| 3.   | Manchester United           | 38 | 23 | 6  | 9  | 64 | 35 | 75 |
| 4.   | Liverpool                   | 38 | 16 | 12 | 10 | 55 | 37 | 60 |
| 5.   | Newcastle United            | 38 | 13 | 17 | 8  | 52 | 40 | 56 |
| 6.   | Aston Villa                 | 38 | 15 | 11 | 12 | 48 | 44 | 56 |
| 7.   | Charlton Athletic           | 38 | 14 | 11 | 13 | 51 | 51 | 53 |
| 8.   | Bolton Wanderers            | 38 | 14 | 11 | 13 | 48 | 56 | 53 |
| 9.   | Fulham                      | 38 | 14 | 10 | 14 | 52 | 46 | 52 |
| 10.  | Birmingham City             | 38 | 12 | 14 | 12 | 43 | 48 | 50 |
| 11.  | Middlesbrough               | 38 | 13 | 9  | 16 | 44 | 52 | 48 |
| 12.  | Southampton                 | 38 | 12 | 11 | 15 | 44 | 45 | 47 |
| 13.  | Portsmouth                  | 38 | 12 | 9  | 17 | 47 | 54 | 45 |
| 14.  | Tottenham Hotspur           | 38 | 13 | 6  | 19 | 47 | 57 | 45 |
| 15.  | Blackburn Rovers            | 38 | 12 | 8  | 18 | 51 | 59 | 44 |
| 16.  | Manchester City             | 38 | 9  | 14 | 15 | 55 | 54 | 41 |
| 17.  | Everton                     | 38 | 9  | 12 | 17 | 45 | 57 | 39 |
| 18.  | Leicester City (R)          | 38 | 6  | 15 | 17 | 48 | 65 | 33 |
| 19.  | Leeds United (R)            | 38 | 8  | 9  | 21 | 40 | 79 | 33 |
| 20.  | Wolverhampton Wanderers (R) | 38 | 7  | 12 | 19 | 38 | 77 | 33 |

Pravidla pro klasifikaci: 1) Body; 2) Gólový rozdíl; 3) vstřelené góly
(C) Šampion; (R) Sestupující
|  | Postup do základní skupiny Ligy mistrů   |
|  | Postup do třetího předkola Ligy mistrů   |
|  | Postup do prvního kola Poháru UEFA       |
|  | Sestup do Football League First Division |

Poznámky
1. ↑  Vítězem FA Cupu se stal Manchester United, který ve finále porazil druholigový Millwall. Manchester United se kvalifikoval do Ligy mistrů skrze umístění v lize, a tak se do Poháru UEFA kvalifikoval právě Millwall
2. ↑  Middlesbrough se kvalifikoval do Poháru UEFA díky vítězství v EFL Cupu

## Statistiky

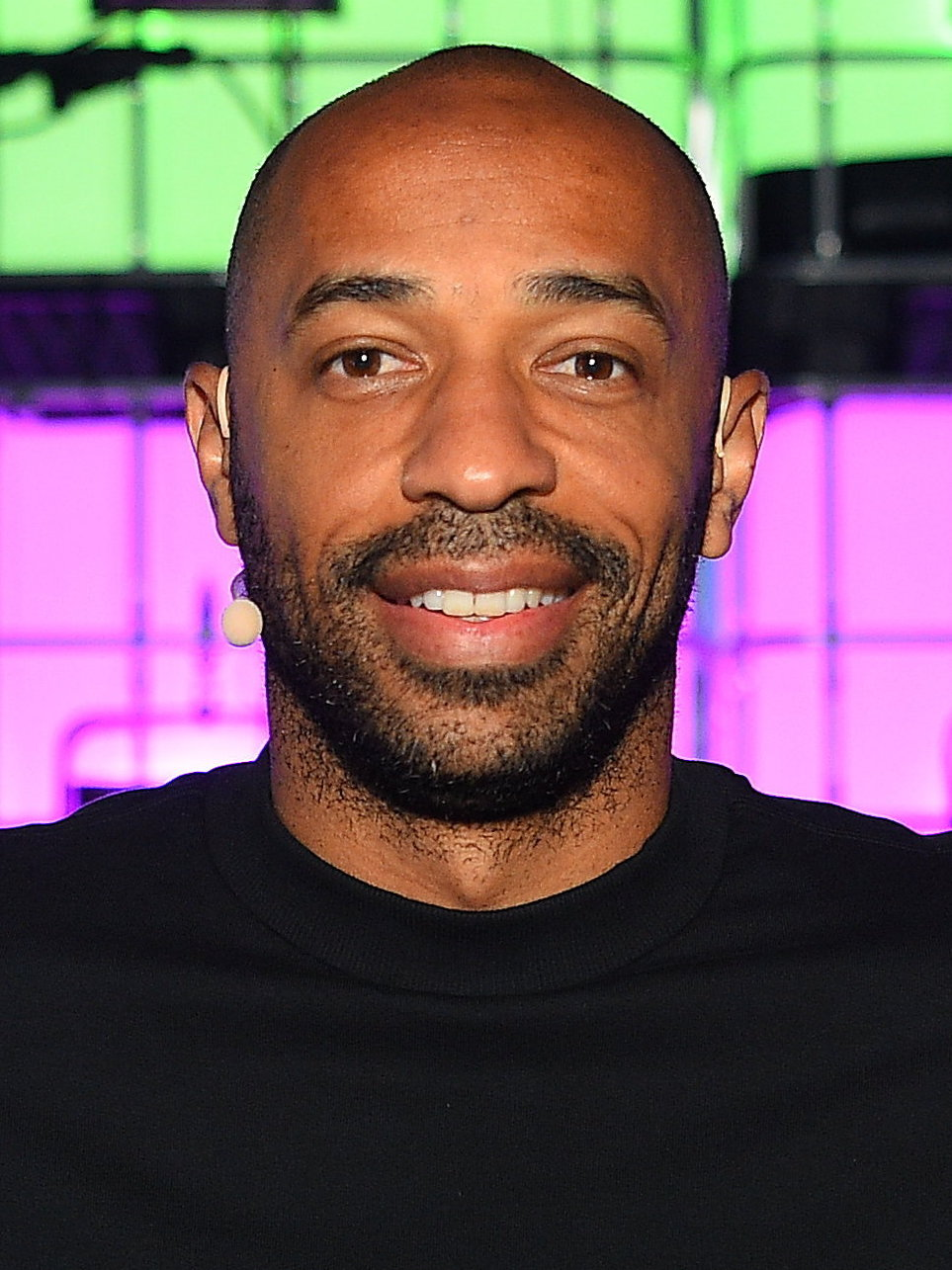
Thierry Henry se stal nejlepším střelcem Premier League, a to s 30 góly.

### Střelci

#### Nejlepší střelci
|     | Hráč                | Klub                     | Góly |
| --- | ------------------- | ------------------------ | ---- |
| 1.  | Thierry Henry       | Arsenal                  | 30   |
| 2.  | Alan Shearer        | Newcastle United         | 22   |
| 3.  | Louis Saha          | Fulham/Manchester United | 20   |
| 3.  | Ruud van Nistelrooy | Manchester United        | 20   |
| 5.  | Mikael Forssell     | Birmingham City          | 17   |
| 6.  | Nicolas Anelka      | Manchester City          | 16   |
| 6.  | Juan Pablo Ángel    | Aston Villa              | 16   |
| 6.  | Michael Owen        | Liverpool                | 16   |
| 6.  | Yakubu              | Portsmouth               | 16   |
| 10. | James Beattie       | Southampton              | 14   |
| 10. | Robert Pirès        | Arsenal                  | 14   |
| 10. | Robbie Keane        | Tottenham Hotspur        | 14   |

#### Hattricky
| Hráč                    | Klub              | Soupeř                  | Skóre   | Datum            | Ref    |
| ----------------------- | ----------------- | ----------------------- | ------- | ---------------- | ------ |
| Teddy Sheringham        | Portsmouth        | Bolton Wanderers        | 4:0 (D) | 26. srpna 2003   | [ 6 ]  |
| Nicolas Anelka          | Manchester City   | Aston Villa             | 4:1 (D) | 14. září 2003    | [ 7 ]  |
| Ruud van Nistelrooy     | Manchester United | Leicester City          | 4:1 (H) | 27. září 2003    | [ 8 ]  |
| Kevin Lisbie            | Charlton Athletic | Liverpool               | 3:2 (D) | 28. září 2003    | [ 9 ]  |
| Steve Watson            | Everton           | Leeds United            | 4:0 (D) | 28. září 2003    | [ 10 ] |
| Robbie Keane            | Tottenham Hotspur | Wolverhampton Wanderers | 5:2 (D) | 6. prosince 2003 | [ 11 ] |
| Jimmy Floyd Hasselbaink | Chelsea           | Wolverhampton Wanderers | 5:2 (D) | 27. března 2004  | [ 12 ] |
| Thierry Henry           | Arsenal           | Liverpool               | 4:2 (D) | 9. dubna 2004    | [ 13 ] |
| Thierry Henry4          | Arsenal           | Leeds United            | 5:0 (D) | 16. dubna 2004   | [ 14 ] |
| Yakubu 4                | Portsmouth        | Middlesbrough           | 5:1 (D) | 15. května 2004  | [ 15 ] |

Poznámky
4 Hráč vstřelil 4 góly
(D) – Domácí tým
(H) – Hostující tým

#### Nejlepší asistenti

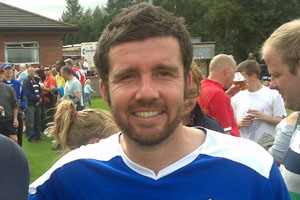
Muzzy Izzet asistoval v sezóně 2003/04 na nejvíce branek (14), a to v dresu Leicesteru City.

|     | Hráč             | Klub                     | Asistence |
| --- | ---------------- | ------------------------ | --------- |
| 1.  | Muzzy Izzet      | Leicester City           | 14        |
| 2.  | Paolo Di Canio   | Charlton Athletic        | 12        |
| 3.  | Brett Emerton    | Blackburn Rovers         | 11        |
| 3.  | Ryan Giggs       | Manchester United        | 11        |
| 5.  | Steed Malbranque | Fulham                   | 10        |
| 6.  | Kevin Davies     | Bolton Wanderers         | 9         |
| 6.  | Damien Duff      | Chelsea                  | 9         |
| 8.  | Gareth Barry     | Aston Villa              | 8         |
| 8.  | Robert Pirès     | Arsenal                  | 8         |
| 10. | Dennis Bergkamp  | Arsenal                  | 7         |
| 10. | Steven Gerrard   | Liverpool                | 7         |
| 10. | Tugay Kerimoğlu  | Blackburn Rovers         | 7         |
| 10. | Louis Saha       | Fulham/Manchester United | 7         |

### Čistá konta
|     | Hráč               | Klub              | Čistá konta |
| --- | ------------------ | ----------------- | ----------- |
| 1.  | Jens Lehmann       | Arsenal           | 15          |
| 1.  | Edwin van der Sar  | Fulham            | 15          |
| 3.  | Carlo Cudicini     | Chelsea           | 14          |
| 4.  | Mark Schwarzer     | Middlesbrough     | 13          |
| 4.  | Maik Taylor        | Birmingham City   | 13          |
| 6.  | Jerzy Dudek        | Liverpool         | 12          |
| 6.  | Tim Howard         | Manchester United | 12          |
| 6.  | Thomas Sørensen    | Aston Villa       | 12          |
| 9.  | Shay Given         | Newcastle United  | 11          |
| 10. | Jussi Jääskeläinen | Bolton Wanderers  | 10          |
| 10. | Dean Kiely         | Charlton Athletic | 10          |
| 10. | Nigel Martyn       | Everton           | 10          |

### Disciplína

#### Hráči
- Nejvíce žlutých karet: 13[18]
  -  Paul Ince (Wolverhampton Wanderers)
  -  Robbie Savage (Birmingham City)

- Nejvíce červených karet: 2[19]
  -  Darren Fletcher (Manchester United)
  -  Andy O'Brien (Newcastle United)
  -  Maik Taylor (Birmingham City)
  -  Mark Viduka (Leeds United)

#### Klub
- Nejvíce žlutých karet: 70[20]
  - Leeds United

- Nejvíce červených karet: 7[21]
  - Leicester City

## Ocenění

### Měsíční
| Měsíc    | Manager of the Month | Manager of the Month | Player of the Month | Player of the Month |
| Měsíc    | Trenér               | Klub                 | Hráč                | Klub                |
| -------- | -------------------- | -------------------- | ------------------- | ------------------- |
| Srpen    | Arsène Wenger        | Arsenal              | Teddy Sheringham    | Portsmouth          |
| Září     | Claudio Ranieri      | Chelsea              | Frank Lampard       | Chelsea             |
| Říjen    | Bobby Robson         | Newcastle United     | Alan Shearer        | Newcastle United    |
| Listopad | Sam Allardyce        | Bolton Wanderers     | Jay-Jay Okocha      | Bolton Wanderers    |
| Prosinec | Alex Ferguson        | Manchester United    | Paul Scholes        | Manchester United   |
| Leden    | Sam Allardyce        | Bolton Wanderers     | Thierry Henry       | Arsenal             |
| Únor     | Arsène Wenger        | Arsenal              | Dennis Bergkamp     | Arsenal             |
| Únor     | Arsène Wenger        | Arsenal              | Edu Gaspar          | Arsenal             |
| Březen   | Claudio Ranieri      | Chelsea              | Mikael Forssell     | Birmingham City     |
| Duben    | Harry Redknapp       | Portsmouth           | Thierry Henry       | Arsenal             |

### Roční ocenění
| Ocenění                              | Vítěz         | Klub    |
| ------------------------------------ | ------------- | ------- |
| Premier League Manager of the Season | Arsène Wenger | Arsenal |
| Premier League Player of the Season  | Thierry Henry | Arsenal |
| PFA Players' Player of the Year      | Thierry Henry | Arsenal |
| PFA Young Player of the Year         | Scott Parker  | Chelsea |
| Hráč roku dle FWA                    | Thierry Henry | Arsenal |

| PFA Team of the Year | PFA Team of the Year                    | PFA Team of the Year                    | PFA Team of the Year           | PFA Team of the Year           |
| -------------------- | --------------------------------------- | --------------------------------------- | ------------------------------ | ------------------------------ |
| Brankář              | Tim Howard (Manchester United)          | Tim Howard (Manchester United)          | Tim Howard (Manchester United) | Tim Howard (Manchester United) |
| Obránci              | Lauren (Arsenal)                        | Sol Campbell (Arsenal)                  | John Terry (Chelsea)           | Ashley Cole (Arsenal)          |
| Záložníci            | Frank Lampard (Chelsea)                 | Steven Gerrard (Liverpool)              | Patrick Vieira (Arsenal)       | Robert Pirès (Arsenal)         |
| Útočníci             | Ruud van Nistelrooy (Manchester United) | Ruud van Nistelrooy (Manchester United) | Thierry Henry (Arsenal)        | Thierry Henry (Arsenal)        |

## Vítěz
| Premier League 2003/04 Arsenal (3. titul) |